# Borstenkaninchen
Das Borstenkaninchen (Caprolagus hispidus) ist eine in Asien lebende Säugetierart aus der Familie der Hasen (Leporidae). Sein ursprüngliches Verbreitungsgebiet umfasste die südlichen Abhänge des Himalayas vom indischen Staat Uttar Pradesh über Nepal, Bhutan und Assam bis Bangladesch. Heute lebt es nur mehr in vereinzelten Gebieten im nordwestlichen Assam und Nepal. Zu einem der wichtigsten heutigen Verbreitungsgebiete zählt das nepalesische Suklaphanta-Wildreservat; die Art kommt außerdem im Chitwan-Nationalpark und im Bardia-Nationalpark vor.

## Merkmale
Das Fell besteht aus einer auffallend rauen Oberschicht und einer weichen Unterschicht. Es ist an der Oberseite dunkelbraun gefärbt, während die Unterseite weißlich ist. Die Ohren sind relativ kurz und rund, sie haben eine Länge von etwa sieben Zentimeter. Die Hinterbeine sind kaum länger als die Vorderbeine. Borstenkaninchen erreichen eine Kopf-Rumpf-Länge von 38 bis 50 Zentimeter und ein Gewicht von rund 2,5 Kilogramm. Der Schwanz misst vier bis fünf Zentimeter.

## Verbreitung und Lebensweise

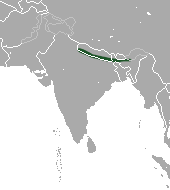
Verbreitungskarte des Borstenkaninchens

Lebensraum der Art sind in erster Linie Savannen mit bis zu drei Meter hoch wachsendem Gras und nahegelegene Wälder, in die sich die Tiere während der Monsunmonate zurückziehen, da dann das Grasland zu wassergetränkt ist. Vermutlich legen sie keine Baue an und sind nachtaktiv. Ihre Nahrung dürfte aus Gräsern und deren Wurzeln bestehen.

## Systematik
Das Wildkaninchen wird als eigenständige Art und monotypische Gattung den Hasen (Leporidae) zugeordnet. Innerhalb der Art werden keine Unterarten unterschieden.
Auf der Basis von molekularbiologischen Daten wurde von Conrad A. Matthee et al. 2004 ein Kladogramm entwickelt, das die phylogenetische Verwandtschaft der Gattungen innerhalb der Hasen zueinander darstellt. Demnach ist das Borstenkaninchen die Schwesterart des weltweit verbreiteten (europäischen) Wildkaninchens (Oryctolagus cuniculus) und bildet mit diesem ein Taxon. Diesem steht ein Taxon aus dem Buschmannhasen (Bunolagus monticularis) und dem Ryukyu-Kaninchen (Pentalagus furnessi) gegenüber, während die in Amerika lebenden Baumwollschwanzkaninchen (Sylvilagus) und das Zwergkaninchen (Brachylagus idahoensis) die Schwestergruppe dieser vier Arten darstellen.

## Bedrohung und Schutz
Das Borstenkaninchen zählt zu den seltensten Säugetieren. 1964 wurde es bereits als ausgestorben betrachtet, bevor man 1966 wieder Exemplare sichtete. Nachdem im Chitwan-Nationalpark 1984 letztmals ein Exemplar gesichtet wurde, tappte dort 2018 ein Jungtier in eine Fotofalle. Aus großen Teilen seines ursprünglichen Verbreitungsgebietes ist es verschwunden und kommt nur mehr in vereinzelten, nicht zusammenhängenden Gebieten vor. Einen Grund dafür bildet vor allem die Zerstörung seines Lebensraumes zur Errichtung von Plantagen und Viehweiden. Regelmäßige Brände des Graslandes und die Nachstellung durch Hunde tragen ihr Übriges dazu bei. Nach einer Schätzung aus dem Jahr 2001 leben nur mehr 110 Exemplare dieser Art. Sie wird von der IUCN als bedroht gelistet.

## Belege
1. 1 2  Tej Kumar Shrestha: Wildlife of Nepal – A Study of Renewable Resources of Nepal Himalayas. Tribhuvan University, Kathmandu 2003, ISBN 99933-59-02-5, S. 80 und S. 249
2. ↑  Don E. Wilson & DeeAnn M. Reeder (Hrsg.):  Caprolagus hispidus (Memento vom 3. September 2016 im Internet Archive) in Mammal Species of the World. A Taxonomic and Geographic Reference (3rd ed).
3. 1 2  Conrad A. Matthee, Bettine Jansen Van Vuuren, Diana Bell Terence J. Robinson: A Molecular Supermatrix of the Rabbits and Hares (Leporidae) Allows for the Identification of Five Intercontinental Exchanges During the Miocene. Systematic Biology 53 (3); S. 433–447. (Abstract)
4. ↑  Small mammal thought to be extinct rediscovered in Nepal’s national park, 15. März 2018
5. ↑  Borstenkaninchen in Nepal vor Fotofalle gehüpft, 17. März 2018 (mit Foto)
6. ↑  Caprolagus hispidus in der Roten Liste gefährdeter Arten der IUCN 2012.2. Eingestellt von: G. Maheswaran, Andrew T. Smith, 2008. Abgerufen am 15. Januar 2013.